# 格奥尔格·威廉·斯特勒
格奥尔格·威廉·斯特勒（德語：Georg Wilhelm Steller，1709年3月10日—1746年11月14日）是德國植物学家、动物学家、医生和探险家，曾在俄罗斯工作，并远赴勘察加半岛和阿拉斯加等地参与探险和科研调查活动。他是描述阿拉斯加自然历史的先驱者。

## 生平
他出生于纽伦堡附近的温茨海姆，1729-1734年就读于维滕貝格大学。毕业后于1734年11月来到俄罗斯，任职于圣彼得堡科学院（现俄罗斯科学院）。後隨俄國探險家白令，前往西伯利亞、北極海沿岸、堪察加半島及阿拉斯加等地進行探險與調查研究活動。